# Aseraggodes cyclurus
Aseraggodes cyclurus är en fiskart som beskrevs av Randall 2005. Aseraggodes cyclurus ingår i släktet Aseraggodes och familjen tungefiskar. Inga underarter finns listade i Catalogue of Life.